# Fresh Pond
Der Fresh Pond ist ein kleiner See an der Scott-Küste des ostantarktischen Viktorialands. Er liegt am nördlichen Ausläufer der Brown-Halbinsel.
S. J. de Mora von der University of Auckland benannte ihn 1987 nach dem Umstand, dass der See Süßwasser entgegen dem Brackwasser des benachbarten Brack Pond und dem Salzwasser im unweit liegenden Salt Pond enthält.